# Ahmed Fellah (football)
Ahmed Fellah (en arabe : أحمد فلاح) est un footballeur algérien né le 14 novembre 1982 à Si Abdelghani dans la wilaya de Tiaret. Il évolue au poste de gardien de but à la JSM Tiaret.

## Biographie
Ahmed Fellah évolue en Division 1 avec le CR Belouizdad, le MC Oran, le CA Bordj Bou Arreridj, le RC Arbaâ, et enfin l'ASM Oran.
Il dispute plus de 100 matchs en première division algérienne, et participe à la Coupe de la confédération en 2010 avec l'équipe de Belouizdad.
Il se classe quatrième du championnat d'Algérie avec l'équipe de Belouizdad lors de la saison 2008-2009, ce qui constitue son meilleur résultat.
Il atteint par ailleurs la finale de la Coupe d'Algérie en 2009 avec le CR Belouizdad (victoire face au CA Bordj Bou Arreridj), puis à nouveau en 2015 avec le RC Arbaâ (défaite face au MO Béjaïa).

## Palmarès
- Vainqueur de la Coupe d'Algérie en 2009 avec le CR Belouizdad
- Finaliste de la Coupe d'Algérie en 2015 avec le RC Arbaâ
- Accession en Ligue 2 en 2006 avec le NARB Réghaïa